# 엔지니어링 플라스틱
엔지니어링 플라스틱(engineering plastics)이란 공업용 플라스틱, 다시 말해서 내열성과 강도가 큰 플라스틱을 말한다.

## 종류 및 특징
엔지니어링플라스틱은 금속을 대체할 수 있는 고성능 플라스틱으로 강도와 탄성이 좋고 100°C 이상에서도 견딘다. 다섯 가지 중요한 엔지니어링플라스틱에는 폴리아미드, 폴리아세탈, 폴리카보네이트, 폴리에틸렌 테레프탈레이트, 변성 폴리페닐렌옥사이드가 있다.
엔지니어링 플라스틱보다도 뛰어난 특성을 지닌 플라스틱 재료가 잇달아 개발되고 있는데 그것들은 특수 엔지니어링플라스틱으로서 분류되고 있다. 특수 엔지니어링플라스틱의 구분은 강도와 열변형성에 의해서 구별된다. 범용 플라스틱은 대부분이 100°C 정도에서 열변형하는데, 특수 엔지니어링플라스틱은 600°C에 견디는 것이 있다. 인장강도에서는 범용이 500kg/cm2 이하, 특히 폴리에틸렌은 130kg/cm2 정도인 데 대하여 특수 엔지니어링플라스틱에서는 500kg/cm2 이상인 것도 있다.
엔지니어링 플라스틱은 강도와 탄성뿐 아니라 내충격성, 내마모성·내열성·내한성·내약품성·전기절연성이 뛰어나 생활용품, 전기전자 제품, 항공기 구조재 등 여러 분야에서 널리 사용된다. 또한 플라스틱은 절연성을 특징으로 삼고 있었는데 분자의 조립법에 따라서는 도전성을 지니게 할 수도 있다.
그 동안 사용되어 온 플라스틱도 가공법 여하에 따라서는 특수 엔지니어링플라스틱 못지않은 능력을 부여할 수가 있다. 그 대표가 폴리에틸렌(Poly(Ethylene), PE)으로 현재 고부가가치화의 연구가 진행되고 있다.
엔지니어링플라스틱에 속하는 소재는 유리섬유나 탄소섬유를 보강제로 삼아 능력을 더욱 끌어올릴 수가 있다.

## 문제점
새로운 엔지니어링플라스틱 개발에 앞서서 재활용의 문제 해결이 필요하다. 금속이나 유리는 오랜 세월 동안에 재활용성이 확립되어 있다. 플라스틱의 재활용 문제가 해결되지 않은 채 제품생산만 이루어진다면 머지 않아 지구는 쓰레기 천지가 되고 말 것이라는 지적이 있다.